# Tchao Pantin
Tchao Pantin is een Franse film van Claude Berri die werd uitgebracht in 1983.
Het gaat hier om de derde en de meest succesrijke samenwerking tussen Berri en Coluche, na Le Pistonné (1970) en in Le Maître d'école (1982). Coluche speelde een dramatisch personage, wat zeldzaam voor hem was en wat hem de definitieve erkenning als acteur opleverde.

## Samenvatting
Parijs, 18e arrondissement (Montmartre). Lambert is een vereenzaamde, wat levensmoeë pompbediende die alleen 's nachts werkt en die meer drinkt dan goed voor hem is. Bensoussan is een jonge kleine Joods-Arabische drugsdealer. Beiden ontmoeten elkaar wanneer Bensoussan op een nacht achtervolgd wordt door de politie en hij zich in het benzinestation verstopt. 
Tijdens de daaropvolgende nachten voeren ze gesprekken. Een innige vriendschap ontstaat. Maar dan wordt Bensoussan het slachtoffer van een afrekening; onder het oog van Lambert wordt hij omgebracht. Lambert, in een vorig leven politieman, zweert zijn vriend te wreken, jaagt de daders op, en ontketent zo een conflict waarin hij zelf tenonder gaat.

## Rolverdeling
| Acteur                    | Personage                                 |
| ------------------------- | ----------------------------------------- |
| Coluche                   | Lambert, de pompbediende                  |
| Richard Anconina          | Youseff Bensoussan, de kleine drugsdealer |
| Agnès Soral               | Lola, het punkmeisje                      |
| Philippe Léotard          | politie-inspecteur Bauer                  |
| Mahmoud Zemmouri          | Rachid, een tussenpersoon                 |
| Ahmed Ben Smail           | Mahmoud                                   |
| Albert Dray               | de drugsgroothandelaar                    |
| Annie Kerani              | de jonge zwarte vrouw                     |
| Pierrick Mascam           | de eerste klant van het benzinestation    |
| Vincent Martin            | de tweede klant van het benzinestation    |
| Michel Paul               | Momo                                      |
| Mickaël Pichet            | Mickey                                    |
| Gogol Premier et La Horde | de punkgroep                              |